# Ludwig Adamovich senior
Ludwig Adamovich senior (* 30. April 1890 in Osijek, Königreich Kroatien und Slawonien, Österreich-Ungarn; † 23. September 1955 in Wien, bis 1919 Ludwig Freiherr von Adamovich de Csepin) war österreichischer Rechtswissenschaftler, Richter und Politiker.

## Leben
Ludwig Adamovich stammte aus einer altösterreichischen, ursprünglich in Čepin (Slawonien) beheimateten Adelsfamilie. Er studierte an der rechts- und staatswissenschaftlichen Fakultät der Universität Wien und wurde 1913 zum Doktor beider Rechte promoviert. Er nahm am Ersten Weltkrieg teil und trat dann in den Verwaltungsdienst des Landes Niederösterreich; ab 1920 war er im Verfassungsdienst des Bundeskanzleramtes tätig. 1924 habilitierte er sich als Privatdozent für allgemeine Staatslehre und österreichisches Verwaltungsrecht an der Wiener Universität.
Adamovich wurde 1927 als außerordentlicher Professor für Staats- und Verwaltungsrecht an die Deutsche Universität Prag, 1928 als ordentlicher Professor für diese Lehrfächer an die Universität Graz, 1934 in gleicher Eigenschaft an die Universität Wien berufen. Von 1930 bis 1937 erschien unter seiner Leitung (gemeinsam mit Emmerich Coreth, ab 1931 auch mit Wilhelm Reidl) die Wiener-Zeitung-Beilage Österreichisches Verwaltungsblatt.
Er war von 1930 bis 1934 Mitglied und ständiger Referent des Verfassungsgerichtshofes. 1933 bewog die Bundesregierung Dollfuß I allerdings alle konservativen Richter des Gerichtshofes zum Rücktritt, sodass der Gerichtshof nicht mehr beschlussfähig war. Adamovich beteiligte sich erfolglos an einer Initiative der verbliebenen Richter, dies zu ändern. Der Verfassungsgerichtshof wurde später durch die diktatorische Maiverfassung 1934 formal aufgelöst.
Im „Ständestaat“ wurde er als Mitglied des Staatsrats und des Bundestags berufen. 1935 war Adamovich maßgeblich an der Formulierung des austrofaschistischen Hochschulerziehungsgesetzes beteiligt. Ab 16. Februar 1938 war er Justizminister in der letzten austrofaschistischen Bundesregierung, Schuschnigg IV, die am 11. März 1938, zu Beginn des „Anschlusses“ an NS-Deutschland, zurücktrat. Nach dem „Anschluss“ wurde er von den Nationalsozialisten als Universitätsprofessor, ohne Erlaubnis einer anderen Beschäftigung, in den Ruhestand versetzt.
Nach Ende des Zweiten Weltkrieges übernahm er wieder sein Lehramt und wurde mit 1. Mai 1945 zum Rektor der Wiener Universität gewählt. Er hatte diese Funktion bis zum Herbst 1947 inne und beteiligte sich maßgeblich am Wiederaufbau der Universität. Adamovich war 1945 außerdem Berater der provisorischen Staatsregierung Karl Renners in Verfassungsfragen und arbeitete die Verfassungsvorlagen zur Wiederherstellung des österreichischen Rechtssystems aus.
Ludwig Adamovich sen. wurde nach Wiedererrichtung der Verfassungsgerichtsbarkeit, die im Herbst 1945 stattfand, zum Vizepräsidenten und 1946 zum Präsidenten des Verfassungsgerichtshofes ernannt. Dieses Amt übte er bis zu seinem Tod 1955 aus.
Er ruht in einem ehrenhalber gewidmeten Grab auf dem Wiener Zentralfriedhof (Gr. 33A, R. 2, Nr. 5).
Sein Sohn Ludwig Adamovich junior (1932–2024) war 1984–2002 ebenfalls Präsident des Verfassungsgerichtshofes.

## Auszeichnungen
- 1951: Goldenes Ehrenzeichen der Wiener Universität[6]
- 1954: Großes Goldenes Ehrenzeichen am Bande für Verdienste um die Republik Österreich[7]

## Publikationen
- Die österreichischen Verfassungsgesetze des Bundes und der Länder, Wien 1925.
- Grundriß des österreichischen Verfassungsrechtes, Wien 1947.